# Ranah (Payakumbuh Timur)
Ranah is een bestuurslaag in het regentschap Payakumbuh van de provincie West-Sumatra, Indonesië. Ranah telt 1107 inwoners (volkstelling 2010).